# АЕЦ „Цуруга“
АЕЦ „Цуруга“ (на японски: 敦賀発電所 /Tsuruga hatsudensho/) е атомна електрическа централа, разположена в град Цуруга в префектура Фукуи. Собственост е на Джапан Атомик Пауър Компани (Japan Atomic Power Company, JAPC). Площта на комплекса е 5,12 km2. 94% от общата площ на комплекса е зелена площ (4,80 km2)
На площадката на АЕЦ „Цуруга“ се намират два експериментални рекатора: Фуген (изведен от експлоатация) и Монджу. Те са собственост на Японския институт за изследване на ядрения цикъл.
АЕЦ „Цуруга“ има 2 блока, като още 2 са в строеж. Първи блок е първият реактор с кипяща вода, въведен в експлоатация в Япония. Построен е за краткия срок от 48 месеца.

## Блокове
| Блок                  | Вид реактор                                | Начало на строежа | Мощност | Доставчик |
| --------------------- | ------------------------------------------ | ----------------- | ------- | --------- |
| Цуруга – 1            | Реактор с кипяща вода                      | 14 март 1970      | 357 MW  | GE        |
| Цуруга – 2            | Реактор с вода под налягане                | 17 февруари 1987  | 1160 MW | Мицубиши  |
| Цуруга – 3 (в строеж) | Реактор с вода под налягане от 3 поколение | юли 2017          | 1538 MW |           |
| Цуруга – 4 (в строеж) | Реактор с вода под налягане от 3 поколение | юли 2018          | 1538 MW |           |

## Злополуки и аварии в АЕЦ „Цуруга“
- 1 октомври 1974 г: изтичане на 13 тона радиоактивна вода в морето. 37 служители в АЕЦ са облъчени леко.
- 8 март 1981 г.: изтичане на 16 тона радиоактивна вода от охладителната система на 1 блок води до изпускане на радиация в околната среда. Причината е пукнатина в тръба. 56 служители на АЕЦ са облъчени. Злополуката е умело прикривана в продължение на 40 дена.[5][6]
- 8 декември 1995 г.: Силни вибрации във втория кръг на охладителната система на експерименталния реактор „Монджу“ предизвикват скъсване на термометрична сонда, последвано от изтичане на натрий, който се възпламенява при допир с въздуха и предизвиква силен пожар. При аварията не е задействана нито алармата, нито автоматичната система за спиране на реактора. Реакторът бива спрян ръчно след около час и половина. „Монджу“ бива изведен от експлоатация за 14 години.
- 12 юни 1999 г.: изтичане на около 90 тона радиоактивна вода от 2 блок.

Със закъснение са разкрити и множество други злополуки при ремонтни дейности, при които служители на АЕЦ са били изложени на високи дози радиация.